# Premios de la Sociedad de Decoradores de Estados Unidos
Los Premios de la Sociedad de Decoradores de Estados Unidos (en inglés: Set Decorators Society of America) son premios que honran a los mejores decoradores de escenarios en cine y televisión. Los SDSA Film Awards inaugurales se llevaron a cabo el 31 de marzo de 2021 y las nominaciones se anunciaron el 11 de marzo de 2021.  Los primeros SDSA Television Awards se llevaron a cabo el 30 de julio de 2021 y las nominaciones se dieron a conocer el 16 de junio de 2021.

## Categorías

### Película
- Mejor logro en decoración / diseño de un largometraje - Período
- Mejor logro en decoración/diseño de un largometraje: ciencia ficción o fantasía
- Mejor Logro en Decoración/Diseño de un Largometraje – Contemporáneo
- Mejor logro en decoración / diseño de un largometraje: musical o comedia

### Televisión
- Mejor logro en decoración/diseño de una serie contemporánea de una hora
- Mejor logro en decoración/diseño de una serie de fantasía o ciencia ficción de una hora
- Mejor logro en decoración/diseño de una serie de períodos de una hora
- Mejor logro en decoración/diseño de una película para televisión o serie limitada
- Mejor logro en decoración/diseño de una serie de una sola cámara de media hora
- Mejor logro en decoración/diseño de una serie multicámara de media hora
- Mejor logro en decoración/diseño de formato corto: serie web, video musical o comercial
- Mejor logro en decoración/diseño de una serie de variedades, telerrealidad o competencia
- Mejor logro en decoración / diseño de un especial de variedades
- Mejor logro en decoración/diseño de un espectáculo diurno